# Бессмысленный триумф
«Бессмысленный триумф» (англ. Hollow Triumph), также демонстрировался под названием «Шрам» (англ. The Scar) — фильм нуар режиссёра Стива Секели, вышедший на экраны в 1948 году.
Фильм поставлен по одноимённому роману Мюррея Форбса, сценарий написал Дэниел Фукс. Фильм рассказывает о воре-рецидивисте Джоне Меллере (Пол Хенрейд), который после неудавшегося ограбления нелегального казино скрывается с частью похищенного. Случайным образом Меллер узнаёт о существовании признанного психотерапевта Виктора Бартока, который как две капли похож на него за исключением одной детали — шрама на щеке. Меллер убивает Бартока, делает себе шрам, и, рассчитывая на свой опыт учёбы в медицинском колледже, занимает его место. По иронии судьбы, «его новая личность принесёт ему больше проблем, чем те, от которых он бежал в своей собственной жизни»
Картина относится к субжанру фильма нуар со сменой личности ключевым персонажем. К этому субжанру относятся также фильмы «Третий человек» (1949), «Не её мужчина» (1950), «Тайны Канзас-сити» (1952), «Узкая грань» (1952) и «Не тот человек» (1956). Фильм также относится к разряду нуаров, в которых главными действующими лицами являются психиатры. К этому субжанру относятся также картины «Заворожённый» (1945), «Шок» (1946), «Высокая стена» (1947), «Водоворот» (1949), «Наваждение» (1949) и «Спящий тигр» (1954).

## Сюжет
Вор и мошенник Джон Меллер (Пол Хенрейд), когда-то учившийся в медицинском колледже, выходит из тюрьмы. Офицер по надзору находит для него работу в офисе компании «Майклджон» в Лос-Анджелесе. Однообразие работы и необходимость подчиняться начальству раздражает Меллера, и он решает вернуться к своим прошлым делам. Узнав, что один из его бывших сообщников Марси работает в нелегальном казино, принадлежащем гангстеру Рокки Стэнсику, Меллер решает ограбить это казино. Он собирает свою старую банду, в которую входят Марси, Рози и Биг Бой, убеждая их пойти на это дело. Так как все трое более или менее пристроились в жизни и кроме того боятся Рокки, который известен безжалостным уничтожением всех, кто пытается вмешиваться в его дела, они первоначально отказываются. Однако Меллеру удаётся убедить их обещаниями, что одним наскоком они получат 200 тысяч долларов наличными.
Во время ограбления бандитам удаётся взять кассу казино, однако они нарываются на охрану и вынуждены бежать. В итоге двое попадают в руки людей Рокки. Их допрашивают, заставляя назвать остальных участников ограбления, а затем, по-видимому, уничтожают. Однако Марси и Меллеру удаётся сбежать с 60 тысячами долларов, которые они делят пополам. Марси, который ужасно боится того, что люди Стэнсика выследят и убьют его, уезжает в Мексику в то время, как Джон остаётся в Лос-Анджелесе, продолжая работать в компании «Майклджон». Некоторое время спустя Фредерик (Эдуард Франц), брат Джона, сообщает ему, что Марси был убит в Мехико, и что люди Стэнсика выяснили, что Джон находится в Лос-Анджелесе.
Вскоре на улице Меллер замечает за собой слежку. Он ловит человека, который за ним следит. Выясняется, что это зубной врач, доктор Свэнгрон (Джон Куолен), который утверждает, что принял Меллера за своего знакомого, врача-психаналитика доктора Бартока, который работает с ним в одном здании. От Свэнгрона Меллер узнаёт, что внешне Бартока невозможно отличить от него, за исключением того, что у доктора большой шрам на левой стороне лица. Выяснив адрес, где работает Барток, Меллер приходит к нему в офис и осматривается. Увидев его со спины, секретарша Бартока, Эвелин Хан (Джоан Беннетт), принимая его за своего шефа, подходит к нему и страстно целует в губы. В ответ Меллер приглашает её вечером в ресторан. Разочарованная в своих предыдущих любовных увлечениях, Эвелин принимает его приглашение, и вскоре у них начинается роман.
Меллер начинает следить за Бартоком, учится копировать его походку и манеру говорить. В тёмную используя Эвелин, он получает доступ к магнитофонным записям терапевтических сеансов Бартока, историям болезней его пациентов, внимательно изучая их, а также штудирует учебники по психитарии. Наконец, Меллер выкрадывает подписанный Бартоком забракованный банковский чек и тренируется подделывать его подпись.
На фирме «Майклджон» Меллер получает выговор за прогулы, ввязывается в драку со своим начальником, после чего его увольняют. Затем, несмотря на роман, Меллер приходит проститься с Эвелин, сообщая ей, что уезжает в Париж. Выяснив, что Барток держит свой автомобиль в гараже «Кловер», Меллер устраивается на работу в этот гараж. Затем он фотографирует Бартока, чтобы сделать на своём лице точно такой же шрам. Однако при проявке снимка в ателье служащий ошибочно кладёт негатив обратной стороной, и в итоге Меллер наносит себе шрам не на ту щёку. Меллер меняет свою смену в гараже таким образом, чтобы ему поручили доставить автомобиль Бартока в гараж. Когда Меллер и Барток едут вместе в автомобиле, Меллер убивает его и выбрасывает его тело в реку. Убив Бартока, Меллер видит, что нанёс шрам не с той стороны, но всё равно решает занять его место.
На следующий день Меллер приходит в кабинет Бартока и, выдавая себя за психиатра, начинает приём его пациентов. Как ни странно, даже несмотря на то, что шрам у Меллера нанесён на другой стороне лица, первоначально никто не замечает подмены — ни Эвелин, ни пациенты, ни доктор Свэнгрон, который, принимая Меллера за Бартока, рассказывает, что встретил на улице человека, как две капли воды похожего на него.
Вскоре в кабинете Бартока-Меллера раздаётся телефонный звонок, и женщина, разговаривающая как любовница Бартока, упрекает его в том, что он её игнорирует. Они договариваются о встрече тем же вечером. Не зная женщину в лицо и её имени, Меллер тем не менее устраивает дело так, что она сама подходит к нему в холле гостиницы. Женщина оказывается светской красавицей, которую, как выясняется, зовут Вирджиния Тейлор (Лесли Брукс). Вирджиния ведёт Меллера в богатое казино Максвелла, где, предположительно, они с Бартоком постоянно проводили время, так как их хорошо знают как завсегдатаи, так и служащие. На следующий день, изучая финансовые документы Бартока, Меллер выясняет, что тот проигрывал в казино огромные суммы, и его финансовое положение было угрожающим.
Тем временем Фредерик, озабоченный тем, что не может найти брата, приходит в компанию «Майклджон», где ему сообщают, что брата уволили, и, видимо, он перешёл на работу в гараже «Кловер», откуда запрашивали на него рекомендацию. В «Кловере» Фредерик выясняет, что брат уже несколько дней как исчез, и последний раз его видели, когда он уезжал на автомобиле в компании доктора Бартока. Фредерик находит офис доктора Братока, и в приёмной встречает брата, который однако делает вид, что не узнаёт его. Разочарованный Фредди говорит «Бартоку», что хотел успокоить брата и сообщить ему, что ему не надо больше скрываться от Рокки Стэнсика, так как того за нарушение налогового законодательства депортировали. Наблюдавшая за этой сценой Эвелин начинает подозревать, что «Барток» — это на самом деле Джон Меллер, который убил психиатра и занял его место.
Вскоре Меллер сознаётся Эвелин в том, что он действительно убил Бартока и занял его место. После этого разговора Эвелин решает немедленно уехать и покупает билет на корабль до Гонолулу. Меллер приходит к Эвелин домой, они спорят, и Меллер бьёт её по лицу, а затем обещает вернуть ей веру в любовь и в доказательство этого уехать вместе с ней. Они договариваются о встрече вечером в порту.
Меллер передаёт другим врачам своих пациентов и отправляется в порт. Там, однако, его поджидают двое суровых мужчин из казино Максвелла, требуя немедленно погасить долг в 90 тысяч долларов. Меллер пытается доказать, что он не Барток, но бандиты ему не верят. Когда Меллер вырывается и убегает, они стреляют и убивают его. Смертельно раненый Джон пытается добраться до отплывающего корабля, но не успевает и падает, теряя сознание. Так и не дождавшись его, Эвелин в слезах уходит в каюту.

## В ролях
- Пол Хенрейд — Джон Меллер / доктор Виктор Эмиль Барток
- Джоан Беннетт — Эвелин Хан
- Эдуард Франц — Фредерик Мюллер
- Лесли Брукс — Вирджиния Тейлор
- Джон Куолен — Свэнгрон
- Сид Томак — Артелл, менеджер
- Мэйбл Пейдж — уборщица
- Чарльз Арнт — Кобленц

В титрах не указаны
- Джэк Уэбб — бандит В-Яблочко
- Дик Уэссел — сообщник бандита В-Яблочко
- Бенни Рубин — таксист

## Создатели фильма и исполнители главных ролей
Режиссёр венгерского происхождения Стив Секели переехал в Голливуд в 1938 году, где помимо данного фильма поставил ещё один фильм нуар — «Дама в камере смертников» (1944). Самой известной картиной Секели стала британская фантастическая лента «День триффидов» (1962).
Свои самые известные роли Пол Хенрейд сыграл как партнёр женщин-звёзд: Бетт Дейвис — в мелодраме «Вперёд, путешественник» (1942) и Ингрид Бергман — в «Касабланке» (1942). Помимо данного фильма он сыграл в двух фильмах нуар — «Обман» (1946) и «Украденное лицо» (1952).
Джоан Беннетт сыграла свои наиболее заметные роли в фильмах нуар Фрица Ланга «Женщина в окне» (1944) и «Улица греха» (1945). Она сыграла также в таких фильмах нуар, как «Тайна за дверью» (1947), «Женщина на пляже» (1947) и «Момент безрассудства» (1949).

## История создания фильма
Кинокритик Фрэнк Миллер написал: «Как и многих других актёров послевоенного Голливуда, Хенрейда раздражали ограничения студийной системы. После фильма „Обман“ (1946), своего второго фильма вместе с Бетт Дейвис, он ушёл со студии „Уорнер бразерс“ и стал свободным актёром». Вскоре он получил приглашение от студии «Метро-Голдвин-Майер» сыграть в фильме «Песнь любви» (1947). «Несмотря на то, что эта напыщенная биография Шуманов (с Кэтрин Хэпбёрн в качестве жены Хенрейда) разочаровала критику и провалилась в прокате, руководители студии решили, что они смогут заработать на Хенрейде». Однако Хенрейд отказался от нового долгосрочного студийного контракта.
Далее Миллер пишет: "Вместо этого Хенрейд принял предложение студии «Игл-Лайон», недавно сформированного американского подразделения английской продюсерской фирмы Джея Артура Рэнка, стать продюсером и исполнителем главной роли в фильме «Бессмысленный триумф», в основу которого была положена одноимённая книга радиоактёра Мюррея Форбса. Хенрейд узнал об этом романе от венгерского режиссёра Стива Секели, который «чах на фильмах категории В с момента своего приезда в США в 1939 году. В знак признательности Хенрейд пригласил Секели в качестве режиссёра».
Миллер продолжает: «В качестве сценариста Хенрейд пригласил Дэниела Фукса, когда-то многообещающего романиста, который столкнулся с трудностями, когда перебрался в Голливуд. Хенрейд был впечатлён сценарием Фукса к фэнтези-мелодраме „Между двумя мирами“ (1944), в котором Хенрейд сыграл одну из главных ролей. Даже несмотря на то, что Фукс в тот момент был на мели, он первоначально отказался от предложения, утверждая, что не знает, как писать о гангстерах. На самом деле Фукс уже писал об организованной преступности в своём романе „Низкая компания“ (1937), который он позднее переработал в сценарий фильма „Гангстер“ (1947). Хенрейд был убеждён в том, что бруклинское место действия романов Фукса делало его идеальным сценаристом криминальных фильмов, и Фукс в конце концов согласился попробовать. Первый же его вариант оказался в точности тем, что хотел получить Хенрейд. По иронии судьбы, Фукс завоюет свой единственный Оскар именно за историю фильма о гангстерах — „Люби меня или оставь меня“ (1955)».
Как пишет Миллер, на роль секретарши Хенрейд первоначально хотел пригласить Эвелин Кейс. «Когда он обратился с просьбой к боссу студии „Коламбиа пикчерс“ Ларри Кону отдать Кейс в аренду „Игл-Лайон“ на один фильм, Кон настолько впечатлился сценарием, что попытался перетянуть картину на свою студию. Однако Хенрейд уже подписал договор с „Игл-Лайон“, и вынужден был отказаться, что лишило его возможности поработать с Кейс». Тогда Хенрейд обратился к Джоан Беннетт, "голливудской звезде ещё с момента появления звукового кино, которая незадолго до того открыла себя заново в качестве дамы фильма нуар, в таких признанных фильмах Фритца Ланга, как «Охота на человека» (1941) и «Улица греха» (1945). Она вместе с Лангом только что пережила крупный провал с фильмом «Тайна за дверью» (1948), и отчаянно нуждалась в хите. И потому была готова рискнуть попробовать свои силы на независимой студии, такой как «Игл-Лайон».
Далее Миллер отмечает, что «ещё одним правильным выбором для фильма был оператор Джон Олтон, революционная операторская техника которого шокировала многих признанных голливудских режиссёров. В 1930-е годы Олтон уехал из Голливуда, занявшись созданием киноиндустрии в Аргентине. По возвращении в США он работал главным образом на низкобюджетных студиях, таких как „Рипаблик“ и „Игл-Лайон“, ярко заявив о себе работой над нуаром Энтони Манна „Агенты казначейства“ (1947), который добился сенсационного успеха. Хотя в дальнейшем Олтон перешёл на более престижные фильмы, завоевав Оскар за богатый мюзикл студии MGM „Американец в Париже“ (1951), его работы по-прежнему вызывали споры, и в конце концов в 1960 году он покинул Голливуд. В следующий раз Олтон появился там только в 1992 году на премьере документального фильма „Видения света“, в котором было уделено большое внимание его работе».
Участие Хенрейда в прибыли от фильма было привязано к успеху трёх других картин, провалившихся в прокате. В результате Хенрейд не получил от этого фильма ничего. Более того, его фан-клуб потерял немало членов, разочарованных тем, что романтический герой картины «Вперёд, путешественник» (1942) сыграл в «Бессмысленном триумфе» аж две несимпатичные роли.

## Оценка фильма критикой

### Общая оценка фильма
Фильм получил сдержанные и неоднозначные отклики критики. С положительной стороны отмечалась экспрессионистская операторская работа и сильная актёрская игра, как минус — слабый сценарий с большим числом невероятных событий, неубедительных мотивировок и случайных совпадений.
Сразу после выхода картины газета «Нью-Йорк таймс» назвала её «вполне достойным исследованием личности умного преступника», далее обратив внимание на экшн и напряжённость в этой «возбуждающей истории» «с вспышками оружия и бьющими кулаками». Однако, отмечает газета, «сюжету не хватает логики, что не позволяет ему выстоять при внимательном изучении, но история движется живо, актёрская игра качественная, и постоянно присутствует ожидание ещё большего насилия прямо за углом». Алан Силвер в книге «Фильм нуар: энциклопедический справочник американского стиля» замечает, что "как и во многих триллерах категории В, сюжет надуман, а финал столь же мрачен, как и в любом нуаре после «Улицы греха».
«TimeOut» пришёл к заключению, что фильм «неплохой, несмотря на странноватый сюжет о бывшем заключённом и воре, который, скрываясь от преследования, убивает похожего на себя психиатра и принимает его личность», особенно отметив такие достоинства картины как «хорошая игра актёров второго плана, удовлетворительно безрадостное окончание, и абсолютно потрясающая постановка света и натурные съёмки в Лос-Анджелесе от Джона Олтона». Журнал подчёркивает, что «напряжение отлично поддерживается благодаря ошибке при подмене личности (делая шрам перед зеркалом, главный герой режет себе не ту щёку), но ещё более тем фактом, что он получает в наследство тяжёлые проблемы убитого им человека».
Современный кинокритик Крейг Батлер назвал картину «плотным и мощным маленьким фильмом нуар, который относится к числу менее известных жемчужин, заслуживающих более широкого внимания со стороны поклонников, хотя он и далёк от совершенства», отметив, что «красивый финал содержит ещё одно из невероятных совпадений, но для тех, кто готов простить их, финал будет впечатляющим». Деннис Шварц отмечает, что фильм «дотягивает до конца, несмотря на невероятный сюжет». Он считает, что «у этого фильма В потрясающий актёрский состав, а великолепные нуаровые затенённые натурные съёмки в Лос-Анджелесе оператора Джона Олтона до определённой степени преодолевают очевидные недостатки этой мелодрамы из серии „преступление пошло наперекосяк“ и его дешёвый моралистический урок заслуженного возмездия».
С другой стороны, как отмечает Батлер, «история относится к числу тех, которые построены на случайностях, их слишком много и они слишком надуманны, чтобы быть хотя бы отдалённо правдоподобной. Одно это станет главным препятствием для некоторых зрителей, но есть проблема и с главным сюжетным ухищрением: почти никто не замечает, что шрам, который наносит себе главный герой, находится не на той стороне лица. Однако для тех, кто готов простить эти недостатки, „Шрам“ доставит большое наслаждение». Шварц также полагает, что «фильм требует от зрителя немалых усилий, чтобы сдержать своё неверие в череду совпадений, и слепого приятия того, что после неудачной операции шрам на лице главного персонажа-самозванца оказывается на правой щеке вместо левой, и это, как утверждает режиссёр, никто не замечает».
Кинокритик Фрэнк Миллер пишет, что «судьба фильма „Бессмысленный триумф“ стала отражением его названия». Он указывает, что «хотя картину любят поклонники жанра, особенно по причине атмосферической операторской работы Джона Олтона… Несмотря на сильную работу Олтона и Беннетт, в финансовом плане она стала провалом». Миллер заканчивает: «„Бессмысленный триумф“ закончил свой путь в ночном телеэфире, где его часто показывают под менее говорящим названием „Шрам“».

### Характеристика работы режиссёра и творческой группы
Батлер положительно оценил работу создателей картины, отметив, что «хотя фильму не удаётся избежать низкобюджетного облика, режиссёр Стив Секели ставит его стильно, а неотразимая операторская работа Джона Олтона привносит мощь и запоминающийся визуальный ряд». Миллер добавляет: «В „Бессмысленном триумфе“ Олтон осветил несколько сцен единственным источником, что придаёт фильму таинственность и подчёркивает ощущение разрушенных надежд».
Положительно оценив актёрскую игру, «Нью-Йорк таймс» написала, что в этой картине «Пол Хенрейд вступил в ряды безжалостных бандитов экрана и в этом качестве раскрывает живость, ранее не замеченную в его игре. К счастью, мистер Хенрейд сдерживает здесь своё европейское очарование, что хорошо, потому что в целом было бы неуместно использовать его поверх очарования мисс Беннетт в качестве девушки с очевидной чувствительностью». И далее: «Мощная игра Хенрейда в значительной степени обеспечивает „Бессмысленному триумфу“ умеренный уровень интереса, а мисс Беннетт следует поблагодарить за помощь при выходе из тупиковых ситуаций».
Батлер отмечает, что «Хенрейд исполняет классическую двойную роль, играя как убийцу, так и его жертву, придавая каждому свой образ, но при этом сохраняя трудно уловимое сходство, которое выходит за пределы чисто физического сходства. Это искусная и внушительная игра, и она является главной силой фильма». «Другим сильным моментом», по мнению Батлера, «является изящное изображение Джоан Беннетт женщины, которая одновременно утратила вкус к жизни и при этом открыто ранима до такой степени, что готова быть обманутой в своём любовном поиске».